# Корнеглав яйценогий
Корнегла́в яйцено́гий (лат. Cephalorhizum oopodum) — вид двудольных растений рода Корнеглав (Cephalorhizum) семейства Свинчатковые (Plumbaginaceae). Впервые описан российскими ботаниками Михаилом Григорьевичем Поповым и Евгением Петровичем Коровиным в 1923 году.

## Распространение
Известен из Узбекистана (Сурхандарьинская область) и Туркмении.
Растёт на серых глинах в низкогорьях.

## Ботаническое описание
Многолетнее растение высотой 40—60 см.
Корень утолщённый.
Листья только прикорневые, ромбической формы, мясистые, сизые.
Соцветие несёт по 5—15 цветков красновато-фиолетового цвета с опушённой чашечкой.
Размножается семенами. Цветёт в июле и августе, плодоносит в августе и сентябре.

## Охранный статус
Занесён в Красную книгу Узбекистана. По состоянию на 2009 году численность узбекской субпопуляции составляла лишь около 13 экземпляров, при этом мер по сохранению вида не предпринималось.